# توماس ناغل
توماس ناغل (بالإنجليزية: Thomas Nagel) هو فيلسوف أمريكي من مواليد 4 تموز/يوليو 1937، وهو حالياً بروفيسور متقاعد من جامعة نيويورك والتي درّس فيها منذ 1980. تشمل اهتمامات ناغل الفلسفية كل من مواضيع فلسفة العقل وفلسفة السياسة والأخلاقيات.
اشتهر ناغل بنقده لتفسيرات الاختزالية للعقل، وخاصة ضمن كتابه المنشور سنة 1974 بعنوان : كيف يكون شعورك أن تكون وطواطاً ؟ What Is it Like to Be a Bat، كما عرف بمساهماته في مجال الأخلاق الواجبة وبنظريته الأخلاقية والسياسية المتحررة في كتابه إمكانية الإيثار The Possibility of Altruism. لتوماس ناغل آرائه في مجال فلسفة العقل حيث تبنى رأي الغموضية الجديدة، كما انتقد وجهة نظر الداروينية الجديدة حول انبثاق الوعي.

## حياته ومسيرته المهنية
وُلد ناغل في مدينة بلغراد اليوغسلافية (الآن صربيا)، إذ كان والداه لاجئين من اليهود الألمانيين وهما كارولين (باير) ووالتر ناغل. جاء ناغل إلى الولايات المتّحدة الأمريكية بحلول عام 1939، وترعرع في مدينة نيويورك وما حولها. لم يحظَ ناغل بتنشئة دينية لكنّه اعتبر نفسه يهوديًا.
حصل ناغل على شهادة البكالوريوس في الفلسفة من جامعة كورنيل في عام 1958، حيث أصبح عضوًا في «تيلورايد هاوس» وتعرّف على فلسفة لودفيغ فيتغنشتاين. التحق بعدها بجامعة أوكسفورد من خلال منحة «فولبرايت» ليحصل فيها على شهادة بكالوريوس في الفلسفة في عام 1960؛ إذ درس حينها برفقة جون لانجشو أوستن وهربرت بول جرايس. حصل على شهادة الدكتوراه في الفلسفة من جامعة هارفرد في عام 1963. درس ناغل على يد جون رولز أثناء دراسته في جامعة هارفرد، وأطلق عليه ناغل فيما بعد لقب «الفيلسوف السياسي الأكثر أهمية في القرن العشرين».
درس ناغل في جامعة كاليفورنيا (بركلي) بين عامي 1963 و1966، ودرس أيضًا في جامعة برينستون بين عامي 1966 و1980 حيث درّب مجموعة من الفلاسفة الشهيرين مثل سوزان وولف وشيلي كاغان إضافةً إلى سامويل شيفلر الذي أصبح زميله في جامعة نيويورك.
أصبح ناغل زميلًا في الأكاديمية الأمريكية للفنون والعلوم، وأصبح زميلًا بالمراسلة في الأكاديمية البريطانية، وانتُخب عضوًا في الجمعية الأمريكية للفلسفة في عام 2006. حصل ناغل على زمالة من «مؤسسة جوجنهايم» ومؤسسة العلوم الوطنية وصندوق المنح الوطنية للعلوم الإنسانية. حصل ناغل على «جائزة رولف شوك» عن عمله في الفلسفة في عام 2008، إضافةً إلى «جائزة بلزان» ودرجة الدكتوراه الفخرية في الآداب من جامعة أوكسفورد.

## عمله الفلسفي

### نظرة شاملة
بدأ ناغل بنشر مؤلّفاته الفلسفية وهو في سن الثانية والعشرين؛ ويبلغ عمر مسيرته المهنية التي نشر فيها مؤلّفاته خمسين عامًا في يومنا هذا. يعتقد ناغل أن كلّ شخص هو ساعٍ للوصول إلى رؤية عالمية موحّدة بشكل غريزي بفضل قدرته على التفكير. ومع ذلك، إن قاد هذا الطموح المرء إلى الاعتقاد بوجود طريقة واحدة لفهم التزاماتنا الفكرية للعالم الخارجي أو المعرفة أو وجوب أسبابنا العملية والأخلاقية، فستكون النتيجة وقوع المرء في الخطأ. لا يمكن للكائنات الاعتمادية والمحدودة والمقيّدة رؤية العالم بصورة موحّدة، وذلك لأن طرائق الفهم لا تتجسّد دائمًا بصورتها الأمثل عندما تكون أكثر موضوعية.
يعتقد ناغل أن ظهور العلم الحديث له دور في تغيير نظرة الناس إلى العالم ومكانتنا فيه بصورة دائمة، شأنه شأن الفيلسوف البريطاني بيرنارد ويليامز. يُعتبر الفهم العلمي الحديث إحدى طرق التفكير فيما يتعلّق بالعالم ومكانتنا فيه، فهي طريقة أكثر موضوعية حلّت محل وجهة نظر الإدراك السليم. تُعتبر هذه الطريقة أكثر موضوعية لأنها معتمدة بدرجة أقل على سماتنا الشخصية مثل أنواع المفكرين التي ينتمي إليها الناس. يشتمل فهمنا العلمي الحديث على الفهم الرياضي للعالم المتمثّل بالفيزياء الحديثة. يعتمد فهم هذه النظرة الباهتة للعالم على قدرتنا كمفكرين عقلانيين مجرّدين، فهي غير قادرة على مراعاة الطبيعة الخاصة لحساسيتنا الإدراكية. يعود ناغل إلى التمييز بين الخصائص «الأولية» و«الثانوية» مرارًا وتكرارًا، أي الخصائص الأولية للكائنات المتمثّلة في الكتلة والشكل والتي يمكن التعبير عنها حسابيًا وبنيويًا بمعزل عن أجهزتنا الحسية، والخصائص الثانوية المتمثّلة بالذوق واللون والمعتمدة على أجهزتنا الحسّية.
لا يشكّك ناغل في قدرة العلم على وصف العالم الموجود بمعزل عنّا، على الرغم من أنه قد يبدو وكأنه شكوكي فيما يتعلّق بالادعاءات الموضوعية للعلم. يجادل ناغل بأنه لا ينبغي اعتبار طريقة معينة لفهم موضوع ما أفضل من غيرها لمجرّد كونها أكثر موضوعية. ويضيف بأن الفهم العلمي من وجهة نظر موضوعية ـــ وجهة نظر من مجهولـــ تغفل بالضرورة عن شيء أساسي عند تطبيقها على العقل، فهي وجهة نظر ذاتية بطبيعتها. وبذلك، يعجز العلم الموضوعي أساسًا عن مساعدة الناس في فهم أنفسهم بشكل كامل. كتب ناغل في ورقته البحثية «كيف سيبدو الأمر لو كنت خفّاشًا؟» وغيرها من منشوراته أنه لا يمكن للعلم وصف المفكر الذي يصف العالم من منظور شخصي معين.
يجادل ناغل بأنه لا يمكن استيعاب بعض الظواهر بشكل أمثل حين ننظر إليها من منظور أكثر موضوعية. لا تقدّم وجهة نظر المفكر نفسها للمفكر؛ هو الذي يجسّد وجهة النظر هذه. يتعلّم المرء ويستخدم المفاهيم العقلية من خلال التعرف على عقله بشكل مباشر، بينما تُجرّد أي محاولة تفكير حول العقلية بشكل موضوعي من هذه الحقيقة. يعتقد ناغل بأن وجهة النظر الموضوعية مهملةً لما يعنيه الأمر بأن تكون مفكّرًا، وبالتالي ستكون وجهة نظر موضوعية زائفة. يرى ناغل أنه يجب على المفكّر أن يمتلك منظورًا شخصيًا للعالم؛ فتجرّد المرء من هذا المنظور سيجعله غافلًا عمّا سعى لشرحه.
يرى ناغل بأن الفلاسفة المفرطين بإعجابهم في نموذج الفهم الموضوعي المتجسّد في العلم الحديث ميّالون إلى استحداث نظريات العقل التي تُعتبر موضوعية بشكل مزيّف في هذا النوع من الطرق تحديدًا. يحقّ لهم أن يشعروا بالإعجاب ــ فالعلم الحديث موضوعي حقًا، ولكن من الخطأ اعتبار العلم الحديث النموذج الوحيد للموضوعية. لا يمكن إحالة هذا النوع من الفهم المتجسّد في العلم إلى كل ما يرغب الناس في فهمه.
يعتقد ناغل بوصفه عقلانيًا فلسفيًا أن الفهم الصحيح لموقع الخصائص العقلية في الطبيعة ينطوي على ثورة مادية وعقلية في فهمنا، وهو أحد الاحتمالات المعقولة التي يمكن توقّعها من الناس في المستقبل القريب.
سيقدّم العلم المنطقي للعقل وصفًا للأشياء القائمة على الخصائص العقلية والبدنية بطريقة تمكّن الناس من رؤية استلزامها لكلي الجانبين. يرى الناس اليوم تمايزًا متعذر الإنقاص بين الخصائص العقلية والبدنية، لكنها ليست نظرة متعمّقة ميتافيزيقية أو اعترافًا بوجود فجوة تفسيرية يتعذّر إنقاصها، بل ترتبط ببساطة بمرحلة فهمهم الحالية.
تفسّر عقلانية ناغل وميله لتقديم طبيعتنا البشرية بصفتها مركبًا مبنيًا حول قدرتنا على التفكير أسبابه وراء التصديق بأن الاعتقادات العلاجية أو الانكماشية للفلسفة هي مجرّد تهاون وأنه لا مجال لدحض الشكوك الراديكالية بالمعنى الدقيق للكلمة. يستميل الفيلسوف العلاجي والمتأثر بالفلسفة اللاحقة لودفيغ فيتغنشتاين الناس إلى اعتماد نظرتنا للعالم المتمحورة حول «شكل حياتنا». يدين ناغل كلًا من فيتغنشتاين وفيلسوف العقل واللغة دونالد دايفدسن في المثالية الفلسفية، فهم يطلبون من الناس في كلتا الحالتين اتباع منظور تفسيري لفهم المتحدثين الآخرين في إطار عالم مشترك وموضوعي. يرى ناغل بأن الأمر يرفع من ظروف تكويننا الشرطية إلى معايير حقيقية. تتجسّد النتيجة في «تقليص العالم إلى حجمه الطبيعي» وجعل ما فيه معتمدًا على ما يمكن تفسيره مما يوجد فيه. يدّعي ناغل بأن هذا الأمر ليس أفضل من الأشكال الأكثر تقليدية للمثالية التي تنظر إلى الواقع على أنه مكوّن من عناصر عقلية أو معتمد بشكل أساسي على نموذج متقدم من العقل.

## اقرأ أيضاً
- فلسفة أمريكية
- كولين ماكغين

## روابط خارجية
- توماس ناغل على موقع الموسوعة البريطانية (الإنجليزية)
- توماس ناغل على موقع مونزينجر (الألمانية)
- توماس ناغل على موقع إن إن دي بي (الإنجليزية)